# Список серий телесериала «Компьютерщики»
Ниже приведён список и описание эпизодов британского телевизионного сериала «Компьютерщики».

## Обзор
| Сезон | Сезон | Серии | Дата показа     | Дата показа      | DVD-релиз        | DVD-релиз        | DVD-релиз      | DVD-релиз |
| Сезон | Сезон | Серии | Начало          | Конец            | Регион 1         | Регион 2         | Регион 4       |           |
| ----- | ----- | ----- | --------------- | ---------------- | ---------------- | ---------------- | -------------- | --------- |
|       | 1     | 6     | 3 февраля 2006  | 3 марта 2006     | 31 марта 2009    | 13 октября 2006  | 6 декабря 2006 |           |
|       | 2     | 6     | 24 августа 2007 | 28 сентября 2007 | 30 июня 2009     | 1 октября 2007   | 19 марта 2009  |           |
|       | 3     | 6     | 21 ноября 2008  | 26 декабря 2008  | 15 сентября 2009 | 16 марта 2009    | 1 апреля 2010  |           |
|       | 4     | 6     | 25 июня 2010    | 30 июля 2010     | 14 декабря 2010  | 27 сентября 2010 | 2 декабря 2010 |           |
|       | Сп.   | 1     | 2012/3          | 2012/3           | ?                | ?                | ?              |           |

### 1 сезон (2006)
| № | # | Название                                                 | Дата показа     |
| --- | - | -------------------------------------------------------- | --------------- |
| 1 | 1 | «Вчерашнее варенье» «Yesterday Jam»                      | 3 февраля 2006  |
| Не разбирающийся в технике директор, Денхолм Рейнхолм, поставлен в заблуждение блефом Джен и назначает её главой отдела ИТ, занимающегося поддержкой пользователей ПК. Естественно, недостаток знаний Джен в компьютерной области сразу же становится очевиден работникам отдела ИТ Рою и Моссу. Хотя они хотят от неё избавиться, докладывать о её несостоятельности начальству не желают, в то же время считая, что Джен не заслуживает своей должности. Рой и Мосс пытаются подорвать её авторитет, а Джен старается всеми силами остаться на своей должности. В итоге их противостояние заканчивается в кабинете Денхолма, где Мосс и Рой пытаются дискредитировать её в глазах директора, однако вскоре понимают, что патологическая преданность Денхолма работе в команде может плохо для них кончиться, поэтому тройка решает работать вместе несмотря ни на что. Способность Джен ладить с людьми оказывается как нельзя кстати отделу ИТ, который не пользовался уважением в компании. Джен играючи разрешает конфликтные ситуации и с лёгкостью идёт на контакт с нужными людьми. Ей приходит в голову идея пригласить работников сверху на вечеринку в подвал, где и находится отдел ИТ. Всё идёт прекрасно до тех пор, пока Мосс случайно не рассказывает историю про то, как они, выпив лишнего с Роем в Амстердаме, пытались снять проституток. Этот случай способствует ещё большему отчуждению отдела от других работников компании. |   |                                                          |                 |
| 2 | 2 | «Джен в беде» «Calamity Jen»                             | 3 февраля 2006  |
| Трое главных персонажей приглашены на собрание устроенное Денолмом. «Как пить дать, он снова объявляет чему-нибудь войну» возмущается Мосс, прогнозируя цель собрания. Как и ожидалось, Денолм в самом деле «объявляет войну» стрессу. Мосс с Роем приходят на семинар по стрессу, в то время как Джен покупает себе пару туфель, в которые она просто влюбилась с первого взгляда. Однако к её огромному сожалению туфли на несколько размеров меньше её ноги, но это не останавливает Джен. Из-за включённого паяльника начинается пожар, который вызывает волну новых неприятностей, казалось бы должных привести к увольнению всего отдела ИТ. Не считая сюрреализма, в этой серии обыграна печально известная реклама с номером телефона 0118 999 881 999 119 725 3, в которой сообщалось, что номер службы спасения Великобритании меняется с 999 на 20-значный, а сама служба теперь ещё более улучшена за счёт «водителей посимпатичнее». |   |                                                          |                 |
| 3 | 3 | «50 на 50» «Fifty-Fifty»                                 | 10 февраля 2006 |
| Полным провалом закончилось свидание Роя с женщиной, которая посчитала его «рвотным типом» из-за того, что в ресторане он целый час просидел напротив неё с шоколадом на лбу, который походил на какашки. Слух о Рое с «экскрементами на лбу» достигает ушей всех работников компании (и людей за её пределами) и идея о том, что же привлекает женщин к мужчинам, становится главной темой серии. Джен впечатляет временного охранника Дэниела своей догадливостью в вопросах истории классической музыки. Однако догадка Джен оказывается неверной, когда Дэниел позвонил ей с передачи «Кто хочет стать миллионером?» чтобы узнать ответ на вопрос. В результате он проиграл 31 000 фунтов стерлингов. В качестве примирения Джен приглашает его за свой счёт в ресторан, Мосс советует ей ресторан «Грязнуля Джо» (название которого он произнес, как «Грязнульжо», что было неверно истолковано ею как название изысканного европейского ресторана; вместо этого ресторан оказался местом проведения шумных семейных праздников). Удручённый горьким опытом, Рой отныне убеждён, что женщин привлекают только плохие парни, а не джентльмены. Вместе с Моссом они придумывают вызывающий страх персонаж в попытке привлечь хоть одну женщину на сайте знакомств и выиграть спор у Джен. Рой получает ответ на своё объявление с фотографией девушки — Ребекки — настолько привлекательной, что назначает ей свидание. Мосс и ему тоже советует ресторан «Грязнуля Джо». Свидание никак не клеится, потому что Ребекка понимает, что Рой никакой не подонок, каким он себя выставлял. Рой снова оказывается с шоколадом на лбу, а вечер заканчиваются тем, что он покидает ресторан с разбитым носом и с Джен, а разбушевавшийся из-за насмешек клоуна Дэниел — с Ребеккой. В этой серии Грехэм Лайнхэн играет роль мексиканского певца, а ведущий телепередачи Крис Таррант играет себя самого. |   |                                                          |                 |
| 4 | 4 | «Красная дверь» «The Red Door»                           | 17 февраля 2006 |
| Пока Рой застрял под женским столом и Мосс пытается вызволить его, Джен вопреки запрету заглядывает в загадочную красную дверь в подвале. Там она обнаруживает Ричмонда, одинокого гота. Он рассказывает Джен о том, как потерял должность управляющего компанией и Джен решает помочь ему. В это же время Рой пытается не получить прозвище «подстольный кролик» (термин, который выдумал Мосс для описания положения Роя). |   |                                                          |                 |
| 5 | 5 | «Беспокойство Билла Кроза» «The Haunting of Bill Crouse» | 24 февраля 2006 |
| Мосс вынужден страшно наврать Биллу Крозу для того чтобы не дать ему войти в кабинет Джен, которая не хочет видеть Билла — Мосс сообщает последнему, что Джен умерла. Вскоре о «смерти» узнают работники компании и собираются для прощания у мемориала Джен, а Денолм приглашает своего друга Элтона Джона (он ли это на самом деле?). Билл в это время начинает разбалтывать всем, что он якобы был последним, кто переспал с Джен. В то же самое время Рой случайно привлёк внимание нежелательной женщины, от которой он пытается избавиться. Пока знакомился с Джули с 5-го этажа, он перепутал её имя с Джуди, ужасного вида уборщицей, которая, очевидно, запала на него. |   |                                                          |                 |
| 6 | 6 | «Тётя Ирма приехала» «Aunt Irma Visits»                  | 3 марта 2006    |
| Месячные Джен, которые она называет «тётя Ирма», необъяснимым образом негативно влияют на всех работников отдела: на Роя, Мосса и даже на Ричмонда, который утверждает, что стал мрачным, хотя обычно он видит себя радостным. Ситуацию ухудшает письмо Мосса, разосланное всем его знакомым из ИТ сообщества, в котором он описал симптомы недуга и подписался за себя и Роя. Другие компьютерщики, получив письмо, за полчаса создают сайт «ladysproblems.com». (женскиепроблемы.com) на котором осмеивают Мосса и Роя — на главной странице можно увидеть лица главных героев, наложенные на старушек. Однако письмо также имеет и негативное влияние на компьютерщиков по всему миру, подстрекая их к бунтам в связи с тем, что многие из них нашли подобные симптомы и у себя. СМИ в своих репортажах называли эти бунты «беспорядками „тёти Ирмы“». Как сообщает диктор: «в Токио разработчики игр напугали собаку, а в Гамбурге создатели ПО накричали на автобус». Парни видят большой девичник единственным избавлением от сложившейся ситуации. Они проводят вечер при свечах в халатах вместе с Джен, просматривая фильм «Стальные магнолии». Позже они решают пойти на благодарственную вечеринку, устроенную Денхолмом, там страшно напиваются и просыпаются в чужих постелях с разными персонажами сериала. |   |                                                          |                 |

### 2 сезон (2007)
На DVD с 1-м сезоном есть комментарий Лайнхэна о том, что 2-й сезон будет содержать 8 серий вместо 6. Он также говорит о том, что в титрах перечислит имена соавторов включая бывшего соавтора, Артура Мэтьюса. Позже Лайнхэн писал в своём блоге в живом журнале, что сюжет 2-го сезона будет написан без помощи других авторов. Позже Channel 4 уточнил, что во 2-м сезоне, как и в 1-м, будет 6 серий.
| № | #  | Название                                                    | Дата показа      |
| --- | -- | ----------------------------------------------------------- | ---------------- |
| 1 | 7  | «Корпоративная вечеринка» «The Work Outing»                 | 24 августа 2007  |
| Джен приглашена Филипом на свидание в театр. Рой с Моссом напрашиваются вместе с ней. Но оказывается, что там показывают гей-мюзикл. Таким образом, Мосс с Роем приняты конферансье за парочку. Из-за невозможности пользоваться мужским туалетом ввиду того, что на них постоянно пялится туалетный работник, Рой пользуется туалетом для людей с ограниченными возможностями, а Мосс туалетом для персонала. Когда Роя и Мосса ловят, они вынуждены выдавать себя за инвалида и работника театра соответственно, чтобы выйти из неприятной ситуации. Но что ещё хуже, Рой, мечтавший встретиться со звездой телевидения Лорой Найтли, предстаёт перед ней не в лучшем виде. Свидание Джен с Филипом терпит головокружительный крах. А Мосс находит, что работа театрального бармена (хотя всего на один вечер) ему весьма по душе. |    |                                                             |                  |
| 2 | 8  | «Возвращение золотого ребёнка» «Return of the Golden Child» | 31 августа 2007  |
| Денхолм совершает самоубийство в связи с появлением в компании полиции, для допроса связанного с нарушениями в пенсионном фонде. Рой просит Мосса «прокачать» его телефон, потому что виброзвонок слишком слабый. Мосс находит сайт, предсказывающий смерть Роя в 3 часа в день похорон Денхолма. Хотя Мосс и Джен просят Роя забыть об этой бессмыслице, он никак не может успокоиться. Во время похорон Рой закатывает сцену в момент, когда его «прокачанный» телефон вовсю вибрирует в кармане, заставляя его думать, что с ним произошёл сердечный приступ. Правопреемник Денхолма ненавидит отдел ИТ и только и мечтает о том, как бы сократить всех его работников. Однако во время похорон появляется таинственно пропавший 7 лет назад сын Денхолма и естественный наследник Рейнолм Индастриз — Дуглас. Во многом благодаря привлекательности Джен, Дуглас питает симпатию к отделу ИТ тем самым спасая их от неминуемого увольнения. Джен снова начинает курить, насмотревшись в посмертной видеозаписи, как Денхолм выражает свою любовь к сигаретам. |    |                                                             |                  |
| 3 | 9  | «Мосс и немец» «Moss and the German»                        | 7 сентября 2007  |
| Мосс пытается разнообразить свою жизнь, записавшись на немецкие курсы выпечки. Однако оказывается что немец, опубликовавший объявление — каннибал. Рой дважды безуспешно пытается посмотреть новый фильм Тарантино о зомби на пиратском DVD, и предлагает Моссу разыграть каннибала лишь бы посмотреть этот фильм, но в самом начале просмотра их арестовывают. Джен приходится ходить в место для курящих каждый раз, когда ей хочется покурить. Это напоминает ей коммунистический режим. Сцены, в которых курит Джен — пародия на Доктора Живаго. Появление немца-каннибала - пародия на события связанные с Армином Майвесом. |    |                                                             |                  |
| 4 | 10 | «Званый ужин» «The Dinner Party»                            | 14 сентября 2007 |
| Джен увлечена новым парнем Питером и устраивает ужин, позвав на него 6 неженатых друзей. Их мужская часть не может прийти на ужин и Джен не без колебания приглашает Роя, Мосса и Ричмонда занять их места. Она считает, что парни снова будут вести себя ненормально, и выкинут какой-нибудь номер. Так и происходит, однако оказывается, что все приглашённые девушки не менее ненормальны, чем сами Рой, Мосс и Ричмонд. Во время ужина между анимешницей Джессикой и готом Ричмондом возникает неудержимая страсть, Рой достаёт своими расспросами и намёками фотомодель Полу, попавшую в автокатастрофу, а Маргарет, пристававшая и надоедающая Моссу, находит с ним общий язык. Под конец серии Джен и Питер Фил в аэропорту слышат, как имя последнего многократно произносится по громкой связи как «педофил» тем самым приводя окружающих в смущение. |    |                                                             |                  |
| 5 | 11 | «Ловкость рук и никакого мошенничества» «Smoke and Mirrors» | 21 сентября 2007 |
| Рой приходит на работу с мальчишника, на котором ему шутки ради накрасили губы помадой. В таком виде он идёт к Дугласу чинить компьютер, который, думая, что наступила мода мужикам красить губы, приходит накрашенным в ночной клуб на концерт группы The Ordinary Boys, где все начинают от него шарахаться. После того как из-за плохого бюстгальтера Джен теряет контроль над собой на заседании совета директоров компании, Мосс преодолевает свой страх к дамскому белью и изобретает бюстгальтер, который по идее никогда не должен подвести свою обладательницу. Он — воплощение передовых технологий и очень удобен, однако с одной проблемой Мосс не смог справиться — бюстгальтер сильно нагревается, снова ставя Джен в глупое положение (это уже 3-й раз, когда Джен оказывается в непростом положении; ранее парни уже пошутили над ней, заставив её поверить, что если в поисковике Google задать запрос «Google», то интернет «поломается»; эту шутку Джен на полном серьёзе повторила на собрании начальников отделов). Мосс считает, что и этот недостаток решён, и троица, поделив ещё неполученную прибыль от изобретения, пытается заработать на нём на передаче Dragons' Den, но презентация изобретения идёт из рук вон плохо, так как Джен окончательно запутывается в словах, а затем бюстгальтер вспыхивает пламенем в руках Мосса. |    |                                                             |                  |
| 6 | 12 | «Мужчины без женщин» «Men Without Women»                    | 28 сентября 2007 |
| Дуглас покупает у некоего шамана «тинкстуру», которую нужно добавить в питьё Джен, чтобы её соблазнить. Потом он назначает Джен своим помощником и переводит её в кабинет на 30-й этаж. Мосс и Рой, оставшись без своей начальницы, заменяют её автоответчиком по имени «Джен № 2», распечатывают «список вещей, которые нельзя было делать в присутствии Джен» и развлекаются. Дуглас продолжает свои попытки соблазнить Джен с помощью чая, в который он подмешал любовный эликсир и презентации со своей обнаженной фотографией в 25-м кадре. Мосс обнаруживает способность по запаху определять наличие химических веществ и разоблачает Дугласа, подмешавшего в питье Джен сильное снотворное. |    |                                                             |                  |

### 3 сезон (2008)
| № | #  | Название                                    | Дата показа     |
| --- | -- | ------------------------------------------- | --------------- |
| 1 | 13 | «Из Ада» «From Hell»                        | 21 ноября 2008  |
| Акционеры Рейнхолм Индастриз обеспокоены. Дуглас, к которому по наследству перешла компания, продолжает развлекаться с девочками, приобретать эротические картины, спускает деньги на скачках и претворять в жизнь прочие свои эксцентричные «бизнес-планы». Рой узнает что у Джен дома делает ремонт мастер по имени Гарри, и сообщает ей что этот «Строитель из Ада», как они называют его между собой, наверняка писает ей в раковину, пока она не видит. Джен шокирована этим и пытается появляться дома под разными предлогами, чтобы проследить за Гарри, однако тому неожиданное внимание хозяйки представляется совсем в другом свете… Тогда вместе с Роем они решают при помощи скрытой системы наблюдения «поймать зассанца с поличным». Дуглас незадолго до этого обнаруживает в ящике стола старый дедушкин револьвер и по неосторожности простреливает себе ногу. Истекая кровью он все же приходит в переговорную, где должно состояться важное совещание с японским партнером мистером Ямамото. В самый ответственный момент Джен нажимает в сердцах не на ту кнопку, и писающий в её ванну Гарри транслируется прямо на большой экран в переговорную. Только Дуглас на это уже не обращает внимания — от потери крови он падает в обморок. Увидев «на небесах» своего отца с Гитлером, он понимает что на самом деле это не рай, а ад, и решает вернуться на землю. К большому сожалению Роя, который нацелился вытащить из его кармана немного денег, Дуглас приходит в себя окончательно. Зато удача улыбнулась Мосу, теперь с револьвером его никто не посмеет обидеть на улице. |    |                                             |                 |
| 2 | 14 | «Разве мы не мужики» «Are We Not Men?»      | 28 ноября 2008  |
| Мос болтает о футболе как заправский болельщик, что просто поражает Роя. Оказывается он нашёл в интернете программу, которая помогает не только строить фразочки из лексикона английских футбольных фанатов, но даже правильно их произносить! Взяв на вооружение несколько таких фраз, они отправляются в бар, где знакомятся с «настоящими мужиками», ловко строя из себя футбольных фанатов. Мос побаивается разоблачения и линяет, а Рой наоборот, вдохновленный тем, что он теперь настоящий мужик (и бесплатной выпивкой), продолжает знакомство за ночной партией в покер. На следующий день новые друзья обращаются к Рою с небольшой просьбой… Джен тем временем в замешательстве. После того как Рой сказал, что её новый друг Майкл выглядит как фокусник, она не может избавиться от этой мысли и решает с ним порвать. Майкл недоумевает и предлагает ей неожиданное решение — может ему действительно стоит выучить несколько фокусов? |    |                                             |                 |
| 3 | 15 | «Бомжи как мы» «Tramps Like Us»             | 5 декабря 2008  |
| Серия связана с 6 серией 2 сезона. После неудачной попытки соблазнения, Джен обвиняет Дугласа в сексуальном домогательстве и через адвоката отсуживает у него небольшие деньги. Так же Дуглас вынужден будет носить специальное устройство, не позволяющее ему возбуждаться на работе. Рой и Мосс тоже получают деньги как пострадавшие от насильственных действий своего начальника, причем даже больше чем Джен. Дальше Рой лишится последней чистой футболки и из-за своего непотребного вида будет выгнан из здания как маргинальный элемент, Джен решит устроиться на новую работу, и уйдет на собеседование в другую компанию, а Мосс будет контужен и забудет всё, что он знал о компьютерах. |    |                                             |                 |
| 4 | 16 | «Речь» «Speech»                             | 12 декабря 2008 |
| Джен выбрали работником месяца и теперь ей предстоит выступить с речью на собрании акционеров. Так как она ничего не понимает в компьютерах, ей приходится обратиться за помощью к Рою и Моссу. Рой и Мосс решили пошутить над Джен отдав ей для выступления чёрную коробку сказав при этом, что в ней находится весь Интернет. Во время речи Джен показывает всем «Интернет», но вопреки ожиданиям Роя и Мосса акционеры ей верят. В то время Дуглас знакомится с журналисткой Эйприл, собирающую информацию о самых богатых людях для журнала. Дуглас приглашает её в ресторан где Эйприл признается что раньше она была мужчиной, но Дугласу послышалось что Эйприл из Ирана и он говорит ей, что это для него совсем не важно. Они встречаются некоторое время и даже проводят несколько ночей, но когда Дуглас в ужасе узнает правду, завязывает с Эйприл драку. Во время драки они врываются в аудиторию где с речью выступает Джен, и в пылу роняют на пол «Интернет». Среди акционеров начинается паника, Рой и Мосс остаются довольны. |    |                                             |                 |
| 5 | 17 | «Friendface»                                | 19 декабря 2008 |
| В Рейнхолм Индастриз начинается массовое увлечение социальной сетью Friendface (вымышленный аналог Facebook) которое не обходит стороной Роя, Мосса и Джен. В Friendface Джен находит много старых знакомых, в том числе свою одноклассницу Делину, с которой решает встретиться за ланчем. Делина оказалась очень успешной женщиной, на фоне которой Джен начала чувствовать себя очень неуверенно. Джен солгала однокласснице, сказав что она глава IT-отдела в Рейнхолм Индастриз и интересуется компьютерами. Так как скоро должна была состояться встреча выпускников, Джен решает пойти на неё с Моссом, сделав вид что тот её муж (Мосс согласился за 10 фунтов). На встрече выпускников Мосс немного переигрывает, чересчур много говорит об их «сексуальной жизни», также он назвал себя профессиональным теннисистом. В то время через Friendface Роя находит Элисон — его бывшая подруга, которую Рой бросил из-за того что та чересчур злоупотребляет косметикой (и, как говорит Рой, когда она начинает плакать, косметика расплывается и Элисон становится похожей на «Джокера»). Элисон напрашивается на встречу, но Рой твердо решил признаться что у него с ней ничего не получится. Но во время ужина, Элисон говорит что без Роя её жизнь не имеет смысла и зачитывает стихи которые ему посвятила. Но вопреки этому, Рой все же говорит Элисон что у него уже есть девушка (Элисон начинает рыдать, и вправду становится похожей на Джокера) и поддается на уговоры познакомить её с ней. Они приходят на встречу выпускников где в это время находятся Джен и Мосс, и Рой представляет Джен как свою девушку. Мосс вмешивается, и после этого вместе с Роем выходят на улицу «выяснять отношения», но как только они выходят за порог, убегают прочь, следом за ними убегает и Джен. В то время к рыдающей Элисон подходит Дуглас (избитый мужем Делины, после того как он при всех заявил что спал с ней), из-за синяков тоже похожий на Джокера, и говорит фразу «Hello, beautiful», что является пародией на кинофильм «Темный рыцарь». |    |                                             |                 |
| 6 | 18 | «Помешанные на календарях» «Calendar Geeks» | 26 декабря 2008 |
| Рейнхолм Индастриз анонсирует свой первый эротический календарь с девушками из седьмого этажа. Рой вызвался быть фотографом, но не без помощи Джен вместо девушек принимается решение снимать обнаженных старушек и Рой отправляется на поиски «моделей». Но Дуглас звонит Джен и говорит что вся ответственность за возможную прибыль от продаж календаря лежит на ней и она уговаривает Роя снять для эротического календаря «ботанов» помешанных на компьютерах. У Роя не остается выбора. |    |                                             |                 |

### 4 сезон (2010)
| № | #  | Название                                             | Дата показа  |
| --- | -- | ---------------------------------------------------- | ------------ |
| 1 | 19 | «Джен — менеджер развлечений» «Jen the Fredo»        | 25 июня 2010 |
| Джен жаждет продвижения на рабочем месте, и она выдвигает себя на пост Менеджера Развлечений. Но когда она выясняет, что эта роль подразумевает в себе совсем не то, что она представляла раньше, она обращается к Моссу и Рою за помощью. Тем временем Рой ходит убитый горем из-за разрыва с подругой. Его разбитое сердце исцеляется в ходе ролевой игры D&D c Моссом, Филом, Джоном и Джоном. Название серии является пародией на аналогичного персонажа из кинофильма «Крёстный отец». |    |                                                      |              |
| 2 | 20 | «Обратный отсчёт» «The Final Countdown»              | 2 июля 2010  |
| Мосс побеждает на популярной телевикторине Countdown, а затем в её подпольном аналоге. Роя путают с мойщиком окон, на протяжении серии он пытается доказать, что IT — не есть «работа с окнами» (игра слов, англ. «I'm not working with windows»). Джен не пускают из-за её прогулов на встречи Дугласа с руководителями отделов, что побуждает её тайком выслеживать, что на них происходит. В ходе этого выясняется, что Дуглас устраивает занятия фитнесом на рабочем месте.             |    |                                                      |              |
| 3 | 21 | «Что-то случилось» «Something Happened»              | 9 июля 2010  |
| Рейнхолм увлёкся космосологией (spaceology) и вещает о чудесах «звёздного заказа», в то время как Джен из-за своего тщеславия начала встречаться в клавишником из рок-группы. Рой подает на массажиста в суд за то, что тот поцеловал его в попу. |    |                                                      |              |
| 4 | 22 | «Итальянский для начинающих» «Italian for Beginners» | 16 июля 2010 |
| Джен на фоне общей ненависти к окружающим женщинам на совещании соврала, что знает итальянский и поможет Рейнхолму. Мосс потерял свой мобильный и оказался в игровом центре, где застрял в автомате. Рой пытается узнать как умерли родители его подруги не спрашивая её. |    |                                                      |              |
| 5 | 23 | «Плохие парни» «Bad Boys»                            | 23 июля 2010 |
| Рой уговаривает Мосса не возвращаться с обеда на работу. У Мосса, никогда до этого ничего не прогуливавшего, рвет крышу и в результате он оказывается арестован полицией. |    |                                                      |              |
| 6 | 24 | «Рейнхольм против Рейнхольма» «Reynholm vs Reynholm» | 30 июля 2010 |
| Ренхолм после беседы с журналисткой всё-таки надумал расторгнуть отношения со своей женой, которую он не видел в течение нескольких лет. От адвоката Рейнхолм отказался, но в суде ему будет помогать Джен и ребята из IT. |    |                                                      |              |

### Спецвыпуск (2013)
В октябре 2011 Грехэм Лайнхэн сообщил, что в 2012 году будет показан только 1 спецвыпуск. В ноябре 2012 спецвыпуск был перенесен на 2013 год. 27 сентября 2013 года вышел сорокаминутный заключительный эпизод сериала.
| № | #   | Название                                  | Дата показа      |
| --- | --- | ----------------------------------------- | ---------------- |
| Sp. | Sp. | «Последний байт» «The Internet is Coming» | 27 сентября 2013 |
| Джен знакомится с работником кофейни. Мосс занимается созданием видео обзоров на настольные игры, но ему кажется, что чего-то не хватает. В итоге он идет к боссу компании и узнает интересную подробность из его жизни. Это позволяет изменить обзор в лучшую сторону. Рой не может отказать своей подруге и не пойти на похороны её дедушки, но не может плакать. Мосс находит решение для Роя. Вместе с этим Джен и Рой попадают в весьма неприятную ситуацию с бродячей женщиной, это может поставить компанию под угрозу. |     |                                           |                  |

## Сноски
1. ↑  A region 2 box set containing both the first and second series was released on 1 October 2007.
2. ↑  A region 2 box set containing the first three series was released 16 March 2009 under the 2ENTERTAIN label.
3. ↑   Домен ladysproblems.com был зарегистрирован продюсерами сериала 24 августа 2005. Не функционирует с марта 2012 г.